# باغ‌وحش فینیکس
باغ‌وحش فینیکس (به انگلیسی: Phoenix Zoo) تأسیس ۱۹۶۲، نام یکی از باغ‌وحش‌های معروف ایالات متحده آمریکا است و در شهر فینیکس ایالت آریزونا قرار دارد.
این باغ‌وحش حاوی ۱۳۰۰ جاندار، و در میان ۱۰ باغ‌وحش برتر آمریکا قرار دارد. باغ وحش همه روزه از ساعت 9:00  صبح تا 5:00  بعد از ظهر باز است. این باغ وحش دارای طیف گسترده ای از برنامه های جوانان و برخورد با حیوانات، از جمله سفرهای میدانی است.

## نگارخانه

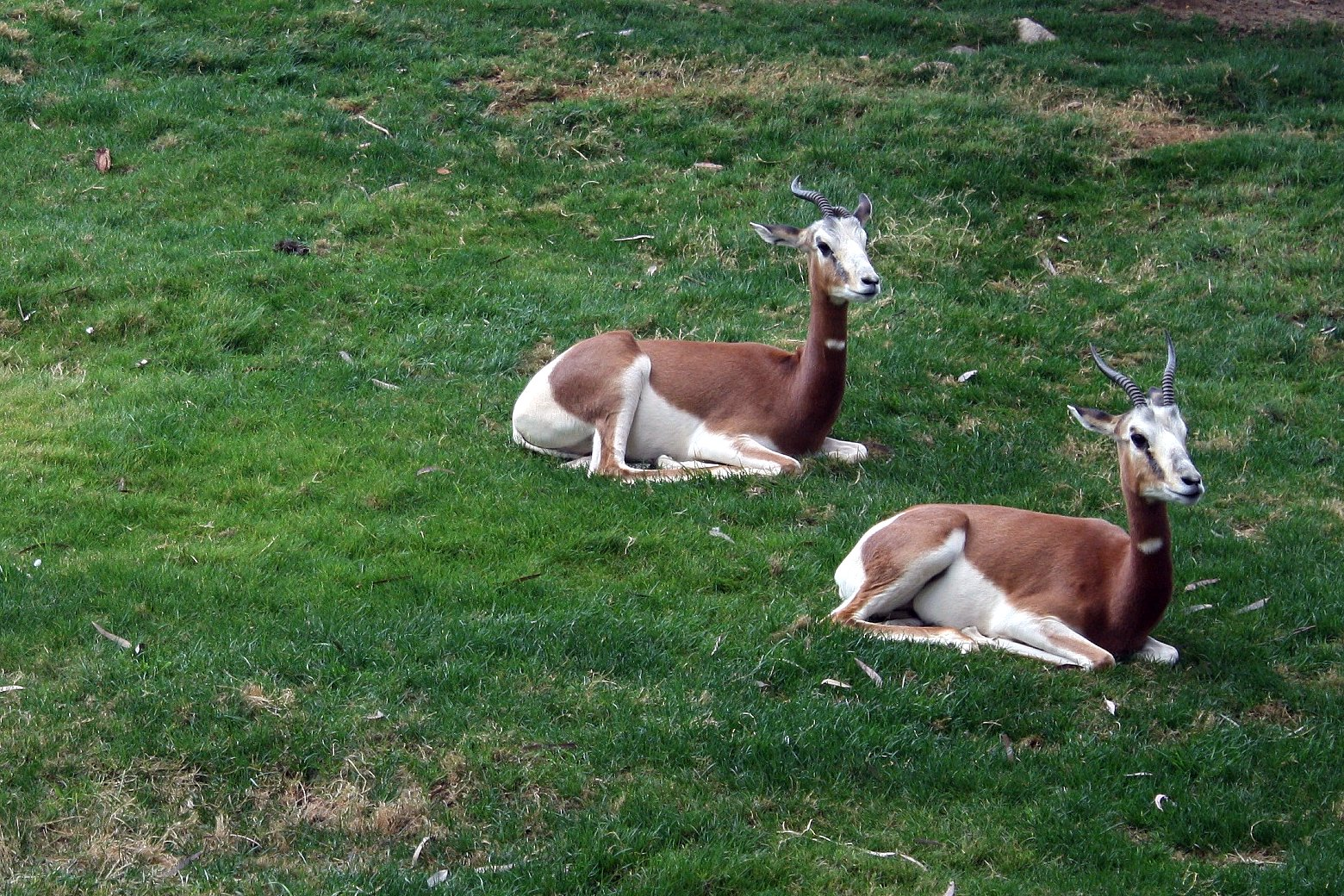